# Cyclone Firinga
Firinga (mot signifiant « orgueilleux » ou « capricieux » en langue malagasy, malgache) est le nom d'un cyclone tropical, le 6e système tropical de la saison 1988-1989, qui toucha l'archipel des Mascareignes et plus particulièrement l'île Maurice et l'île de la Réunion le 29 janvier 1989. Il a été à l'origine de nombreux dégâts et de records de précipitations, deux ans après le passage d'un autre cyclone tropical, moins violent, Clotilda.

## Évolution météorologique
Le 26 janvier, une dépression tropicale se développe à plus de 1 300 km au nord-est des côtes de l'île de la Réunion et est baptisée Firinga. Le lendemain, bénéficiant d'un apport d'air chaud et humide (flux de mousson transéquatorial), d'une zone de cyclogénèse à faible cisaillement et de vents favorables, en particulier en termes de vorticité, la dépression s'intensifie et à ce moment est située à 650 km de l'île, dont elle s'approche en suivant une trajectoire générale de sud-ouest. 
Le 28 janvier, le préfet Jean Anciaux décide de déclencher la première phase d'alerte cyclonique à compter de 8 h, à l'approche de Firinga. À 21 h, Firinga est continue 400 km de la côte. Les météorologues annoncent que les vents moyens sont de l'ordre de 100 à 110 km/h, avec des rafales de 150 à 160 km/h en mer.
À ce stade, Firinga n'est pas encore cyclone mais poursuit son intensification, c'est alors une forte tempête tropicale. En fin de journée et dans la nuit, le météore poursuit son cap vers les deux grandes Mascareignes et passe au plus près de l'île Maurice, à moins de 80 kilomètres dans le secteur nord, où des pointes de plus de 170 km/h sont enregistrées. Les dégâts s'avèrent très importants sur cette île, même si le centre est resté au large.
Le 29 janvier à 4 h, l'alerte maximale est lancée, toute sortie est désormais interdite car Firinga se rapproche dangereusement de la Réunion avec une vitesse de progression de 20 km/h, étant devenu un cyclone tropical durant la nuit avec des vents moyens estimés de 120 à 130 km/h et des rafales de 160 à 180 km/h.
À partir de 10 h, des rafales à 180 km/h sont rapportées sur le nord-est de l'île. Vers 12 h, Firinga passe sur l'île causant des dégâts tout d'abord à Saint-Benoît, avec des pointes à 180 km/h. On relève une pression atmosphérique minimale de 962 hPa à Saint Pierre ainsi qu'au Port. Des pluies torrentielles donnent environ de 800 mm dans le Sud-Est de La Réunion. Son déplacement sur l'île est quelque peu entravé par le relief qui affecte également sa structure.
Firinga ressort en mer à l'ouest au voisinage du Port et en fin d'après-midi, le cyclone s'éloigne de l'île en direction du sud-ouest en perdant de la vigueur. Des pluies abondantes et des rafales sont encore bien présentes toute la nuit et l'alerte n'est levée qu'après 1 h le 30 janvier.
Firinga a marqué les esprits car cela faisait longtemps que l'île n'avait pas connu pareil phénomène, comparable aux cyclones de janvier 1948, à Jenny en février 1962, Giselle en février 1964 ou Denise en janvier 1966, lequel détient un record mondial de précipitations pour 24 heures avec 1 825 mm tombés sur la station de Foc Foc.
Cependant, Firinga n'a pas été à proprement parler un cyclone d'une intensité extrême, on peut le classer en catégorie 3 sur l'échelle de Saffir-Simpson qui en compte 5, mais en raison de la trajectoire adoptée qui l'a fait traverser l'île d'est en ouest, son impact a été catastrophique.

## Impacts
Firinga a fait quatre victimes et plusieurs blessés. Les dégâts sont considérables, surtout dans le Sud. Les ruisseaux devenus fleuves torrentiels ont tout emporté sur leur passage : maisons, routes, ponts, arbres. Les toits en tôles ont été arrachés et les bidonvilles ont été rasés. Les pluies torrentielles ont provoqué des éboulis d'où d'énormes rochers sont venus éventrer les cases. Les bateaux ont été coulés ou déplacés sur des dizaines de mètres à l'intérieur des terres. À l'aéroclub de Pierrefonds, les avions ont été retournés. Firinga a également frappé l'île Maurice, détruisant 844 maisons sans perte de vies humaines.
L'explication réside dans le fait que la Réunion se trouvait dans le demi-cercle dit dangereux du cyclone, le vent augmentant de la périphérie vers le centre à cela s'ajoutant la vitesse de déplacement (15-20 km/h), lorsque Firinga toucha l'île, les vents de secteur sud-est puis de sud forcirent pour souffler en moyenne à près de 75 nœuds (plus de 130 km/h) avec des pointes de l'ordre de 110-115 nœuds (plus de 200 km/h, 216 km/h furent même relevés à la station de Saint-Pierre sur la côte Sud et on estime que des rafales de vent purent atteindre voire dépasser 240 km/h sur les versants exposés des hauts du Sud de l'île (plaine des Cafres). Les vents basculèrent ensuite au nord-ouest, au nord, puis au nord-est en s'affaiblissant à mesure que l'œil commença de s'éloigner. 
Les autres régions ne furent pas épargnées mais furent touchées à un degré moindre, ainsi la région de Saint-Denis n'enregistra pas des valeurs  aussi élevées que sur la côte sud, des pointes maximales supérieures à 160 km/h furent toutefois observées.
Le passage du mur de l'œil s'accompagna également de précipitations diluviennes ; 200 mm en 12h sur les régions littorales et de 500 à 600 mm en 12 heures en altitude (au-dessus de 1 000 mètres) voire localement plus dans certaines régions de l'île, en fonction du relief. Les précipitations orographiques furent plus intenses dues au blocage et à l'accumulation des masses nuageuses actives sur les massifs. La station de Bélouve dans les hauts de l'Est enregistra ainsi 1 689 mm de précipitations en 24 heures. Les crues des rivières et des cours d'eau provoquèrent non seulement des dommages importants aux habitations et à l'agriculture mais aussi un phénomène accéléré de ravinement avec charriage de milliers de mètres cubes de terre et de matériaux divers en direction de l'océan, ce qui entraîna  un déséquilibre dans le fonctionnement de l'écosystème côtier dans certaines zones de l'île et une augmentation non négligeable de la turbidité de l'eau. Ainsi le lagon de Saint-Pierre resta trouble pendant plusieurs semaines avant que soit observée une résilience progressive.